# Berberis bergmanniae
Berberis bergmanniae är en berberisväxtart som beskrevs av Camillo Karl Schneider. Berberis bergmanniae ingår i släktet berberisar, och familjen berberisväxter. Inga underarter finns listade i Catalogue of Life.